# Robin White
Robin White (10 de dezembro de 1963) é uma ex-tenista profissional estadunidense, seu melhor ranqueamento de N. 15 em simples e 8° em duplas.

## Grand Slam finais

### Duplas: 2 (1 título, 1 vice)
| Posição | Ano  | Campeonato | Piso | Parceira         | Oponentes                            | Placar   |
| Campeã  | 1988 | US Open    | Duro | Gigi Fernández   | Patty Fendick Jill Hetherington      | 6–4, 6–1 |
| Vice    | 1994 | US Open    | Duro | Katerina Maleeva | Jana Novotná Arantxa Sánchez Vicario | 6–3, 6–3 |

### Duplas Mistas: 2 (1 título, 1 vice)
| Posição | Ano  | Campeonato      | Piso | Parceiras     | Oponentes                   | Placar        |
| Campeã  | 1989 | US Open         | Duro | Shelby Cannon | Meredith McGrath Rick Leach | 3–6, 6–2, 7–5 |
| Vice    | 1991 | Australian Open | Duro | Scott Davis   | Jo Durie Jeremy Bates       | 2–6, 6–4, 6–4 |